# Casal Popular El Tallaret
El Casal Independentista i Popular de la Creu Alta El Tallaret és un centre autogestionat situat en una fàbrica abandonada del barri de la Creu Alta (Sabadell). L'espai fou cedit a l'entitat per l'Ajuntament de Sabadell després de tres anys de negociacions entre diversos col·lectius, l'Associació de Veïns de la Creu Alta i els grups polítics representats al consistori, que a principis del 2015 aprovaren per unanimitat la cessió de la fàbrica de Cal Balsach.
El moviment del Tallaret, sorgit d'un grup de joves que col·laboren en l'organització de la Festa Major de la Creu Alta, es formà per donar resposta al fet que «les entitats i col·lectius [patien] per la manca d'espais on poder realitzar les seves activitats amb normalitat». La presentació del Casal Popular fou un dels dos projectes destacats durant la presentació de la Festa Major de la Creu Alta del 2015. En formen part, l'Associació de Veïns de la Creu Alta, Llamps i Trons, l'Esplai la Branca, Diables i Banyetes de la Creu Alta i els Gegants i Grallers de la Creu Alta.